# Asserballe
Asserballe (deutsch: Atzerballig; Sønderjysk bzw. Alsisk: Aseballe) ist ein Dorf auf der Insel Als (dt.: Alsen) im südlichen Dänemark, rund 50 Kilometer nordöstlich von Flensburg. Bis 1970 gehörte das Dorf zur Harde Als Sønder Herred im damaligen Aabenraa-Sønderborg Amt, danach zur Augustenborg Kommune im damaligen Sønderjyllands Amt, die im Zuge der Kommunalreform zum 1. Januar 2007 in der „neuen“ Sønderborg Kommune in der Region Syddanmark aufgegangen ist.
Das Dorf zählt 266 Einwohner (Stand: 1. Januar 2023) und gehört zum Asserballe Sogn.

## Persönlichkeiten
- Herman Bang (1857–1912), Journalist und Schriftsteller